# Awinu Malkenu
Awinu Malkenu, Awinu Malkejnu (hebr. ‏אָבִינוּ מַלְכֵּנוּ‎; jid. ‏אָבֿינו מלכּנו‎ Owinu Malkejnu: „Ojcze nasz, Królu nasz”) – modlitwa judaistyczna  wykonywana podczas nabożeństw w okresie Jamim Noraim (dziesięciu Groźnych Dni) wyznaczających początek nowego roku religijnego. Wierni nurtu reformowanego odmawiają modlitwę tylko w Rosz ha-Szana i Jom Kipur – czyli w pierwszym i ostatnim dniu 10-dniowego święta. Awinu Malkenu jest wykonywana także w czasie innych dni postu – oprócz święta Tisza be-Aw. Modlitwa nie jest odmawiana w dni szabatu. Zgodnie ze zwyczajem aszkenazyjskim modlitwa jest recytowana każdego ranka i wieczoru okresu Jamim Noraim.
„Nasz Ojcze, nasz Królu! Zgrzeszyliśmy przed Tobą.
Nasz Ojcze, nasz Królu! Nie mamy Króla oprócz Ciebie.
Nasz Ojcze, nasz Królu! Obejdź się z nami ze względu na Twoje Imię.
Nasz Ojcze, nasz Królu! Spraw, aby rozpoczął się dla nas szczęśliwy rok.
Nasz Ojcze, nasz Królu! Bądź dla nas łaskawy i odpowiedz nam,
ponieważ sami nie mamy żadnych dobrych uczynków.
Postąp z nami według swojej łaskawości oraz dobroci i zbaw nas...”
(tłum. fragmentu za: Mariusz Rosik, Judaistyczne tło modlitwy... (2011))
Tradycja judaistyczna wiąże powstanie modlitwy z okresem talmudycznym i uznaje, że zawiera ona zwroty, które po raz pierwszy zostały wypowiedziane przez rabina Akibę ben Josefa w okresie długotrwałej suszy. Wypowiadana formuła miała okazać się tak skuteczna, że spowodowała opady deszczu. Początkowe słowa Awinu Malkenu („Ojcze nasz, Królu nasz”) otwierają poszczególne wersety litanii. Każda linia kończy się petycją. Modlitwa składa się z 44 wersetów. Responsy Amrama ben Szeszny, żyjącego w IX wieku gaona z Sury, zawierają wcześniejszą wersję, składającą się z 25 wersów. W rycie sefardyjskim modlitwa ma 29, 31 lub 32 wersy, w wersji niemieckiej 38 wersów, w polskiej 44 wersy, a w greckiej 53 wersy. Awinu Malkenu zawiera błagania o przebaczenie popełnionych grzechów i prośby o błogosławieństwa.